# Giuliano Ramadori
Giuliano Ramadori (* 1. November 1951 in Montegiorgio) ist ein Internist. Er  war bis Juli 2012 Ordinarius für Innere Medizin, Gastroenterologie und Endokrinologie an der Universitätsmedizin Göttingen (UMG).

## Leben
Giuliano Ramadori wurde 1951 in Montegiorgio als Sohn von Marino Ramadori und Anelide Simonetti geboren. Ramadori studierte zunächst in Perugia. Das Staatsexamen legte er in Bologna ab. Dort erwarb er auch die Approbation als Arzt und promovierte mit summa cum laude. Für seine Dissertation erhielt er den Premio Montecatini Terme für die beste Doktorarbeit auf dem Gebiet der Leberimmunologie.
Als Stipendiat des Deutschen Akademischen Austauschdienstes ging er 1977 nach Berlin, um im Labor von Karl-Hermann Meyer zum Büschenfelde wissenschaftlich auf dem Gebiet der Leberimmunologie zu arbeiten. Bald wurde er als Assistent in der Ersten Medizinischen Klinik und Poliklinik am Klinikum Charlottenburg unter Leitung von Meyer zum Büschenfelde aufgenommen. Nach der Berufung seines Lehrers an die Universität Mainz setzte er seine Ausbildung und seine wissenschaftliche Arbeit dort fort. Wissenschaftlich interessierte er sich hauptsächlich für die Leberimmunologie und für die Anzüchtung von Hepatozytenkulturen in vitro. 1984 verbrachte Giuliano Ramadori acht Monate bei Harvey Colten an der Abteilung für Zellbiologie der Kinderklinik an der Harvard University.
Nach der Habilitation an der Universität Mainz im Jahre 1987 arbeitete er als Oberarzt. Im Jahre 1992 wurde er als Nachfolger von Werner Creutzfeldt auf den Lehrstuhl für Innere Medizin und Gastroenterologie an die Universität Göttingen berufen.
Giuliano Ramadori ist verheiratet und hat drei Kinder.

## Organspende-Skandal
Im Zusammenhang mit dem Göttinger Organspende-Skandal wurde Ramadori ab Juli 2012 vom Dienst freigestellt.

## Auszeichnungen
- 1987: Schering-Preis
- 1987: Boehringer-Ingelheim-Preis der Universität Mainz
- 1990: Stiftungsprofessur (C3) des deutschen Stifterverbandes für die deutsche Wissenschaft
- 1996: Ehrendoktorwürde der Universität Timișoara